# Яновский, Олег Антонович
Олег Антонович Яно́вский (бел. Алег Антонавіч Яноўскі; род. 6 апреля 1951, Крички, Минская область) — советский и белорусский историк и историограф. Профессор Белорусского государственного университета, кандидат исторических наук.

## Биография
Родился 6 апреля 1951 года. В 1966 году окончил Радошковичскую восьмилетнюю, в 1968 году — Заславскую среднюю школу № 2.
С 1973 года, по окончании исторического факультета Белорусского государственного университета, — старший лаборант кафедры истории СССР того же факультета; оформлял музей истории БГУ. Являлся членом Комитета народного контроля университета. С 1977 года читал лекции и вёл занятия по истории СССР и обществоведению на подготовительном отделении БГУ. С 1978 года — преподаватель кафедры истории СССР; преподавал на подготовительном отделении, на вечернем отделении филологического факультета и на заочном факультете БГУ. В 1980 году окончил заочную аспирантуру по кафедре истории СССР под руководством доцента кафедры А. И. Кожушкова.
С 1983 года — доцент кафедры истории СССР досоветского периода; с 1991 года — заместитель декана исторического факультета, с 1996 года — декан исторического факультета. С 1998 г. одновременно — заведующий кафедрой истории России. С 2000 года — проректор по учебной работе; с 1 ноября 2001 по декабрь 2003 года — первый проректор БГУ. Продолжает заведовать кафедрой истории России.
В 1990-е гг. читал общие курсы по истории России с древнейших времен до конца XVIII в., специальные курсы по проблемам внешней и внутренней политике стран Восточной и Центральной Европы. Читает лекции по общепрофессиональной дисциплине «Истории России и Украины» (с древнейших времен до конца XVIII в.), а также специальные курсы:
- Внешнеполитический фактор в формировании и эволюции российской государственности;
- Университет как особая социальная конструкция и субъект общественно-политических процессов в России и Беларуси;
- Внутренняя политика Екатерины ІІ: консерватизм и новации;
- Внешняя политика и дипломатия Рюриковичей и первых Романовых (от Ивана III до Петра I);
- Современная Россия в освещении СМИ и научном обобщении;
- Феномен Университета: от исторических основ к современным цивилизационным парадигмам;
- Российский «просвещённый абсолютизм»: общее и особенное;
- Россия в системе международных отношений позднего средневековья и начала Нового времени.

Участвовал в становлении новой символики Белорусского государственного университета («папараць-кветка»); инициировал многотомное издание избранных научных работ БГУ (1921—2001) различных направлений. Впервые в мировой практике высшей школы инициировал введение нового предмета — университетоведения.
Являлся членом Научно-методического совета при Министерстве образования Республики Беларусь, вице-президентом ассоциации белорусских историков, учёным секретарём Объединённого Совета БГУ. Состоит в редколлегиях научных исторических журналов.

## Научная деятельность
В 1981 году защитил кандидатскую диссертацию на тему «Трудовой вклад вузовской молодежи Белоруссии в выполнение народнохозяйственных задач девятой пятилетки (1971—1975 гг.)». С 1985 года — доцент, с 2003 — профессор по специальности «История».
Основные направления исследований:
- внешнеполитические отношения стран Восточной Европы периода средневековья,
- история становления в Беларуси высшей школы; в том числе:
  - оценка роли и места БГУ в становлении и развитии белорусской нации
  - оценка роли отдельных личностей в развитии университетского образования (статьи о А. Г. Червякове, Н. М. Никольском, В. Кнорине, Д. П. Кончаловском, А. И. Дьякове, Н. М. Бладыко, Я. П. Кореневском, В. И. Пичете; монография «История Белорусского государственного университета в биографиях его ректоров»);
- история России XV—XVIII вв.

Подготовил 10 кандидатов наук.
Автор более 200 статей, книг, учебных пособий, а также учебных программ для ВУЗов и общеобразовательных учреждений.

### Избранные труды
- История России и Украины (XIX — начало XX в.): пособие для студентов ист. фак. спец. 1-21 03 01 «История (по направлениям)» : В 2 ч.
  - Ч. 1 / Под ред. О. А. Яновского, В. В. Сергеенковой. — Минск: БГУ, 2008.
  - Ч. 2 / Под ред. В. В. Сергеенковой, О. А. Яновского. — Минск: БГУ, 2010.
- Меньковский В. И., Яновский О. Я., Бригадина О. В. и др. Современная историография новейшей истории России и истории СССР: справ.-библиогр. пособие для студентов ист. специальностей / Под ред. В. И. Меньковского. — Минск: РИВШ, 2007.
- Яновский О. А. Исторический факультет Белгосуниверситета как центр исторический науки и образования в Республике Беларусь // Университеты и общество. Сотрудничество университетов на рубеже веков: Матер. / Междунар. конф. университетов стран СНГ и Балтии, 1-я. — М.: Изд-во МГУ, 2001.
- Яновский О. А. Кафедра — основа творчества, источник качества образования в БГУ // Белорусский государственный университет: Кафедра — ключевое звено качества университетского образования: Матер. науч.-метод. семинара — Минск: Издат. Центр БГУ, 2004.
- Яновский О. А. Кафедра — основная структура университета, обеспечивающая качество образования // Университеты и общество. Сотрудничество университетов в XXI веке : Матер. / Науч.-практ. конф. университетов, 2-я. — М.: МГУ, 2003.
- Яновский О. А. Первое поколение белорусской советской интеллигенции: поиск себя в условиях «своих-чужих» тоталитаристских режимов // Отечественная и мировая интеллигенция в кризисные периоды истории : Матер. / Междунар. науч.-теор. конф., 21-я. — Иваново: Ивановский гос. ун-т, 2010. — С. 201—202.
- Яновский О. А. Первые профессора БГУ В. И. Пичета и Д. П. Кончаловский: позиции и судьбы ученых «старой» формации // Веснік БДУ. Сер. 3. — 2006. — № 3.
- Яновский О. А. Преподавание социально-гуманитарных дисциплин в БГУ: прошлое в настоящем, настоящее — для будущего // Вышэйшая школа. — 2001. — № 4.
- Яновский О. А. Тернистая дорога к марксизму, или российская интеллигенция в белорусских реалиях 1920-х годов // Интеллигенция и мир : Росс. междисциплинарный журн. социально-гуманитарных наук. — 2010. — № 1. — С. 27—43.
- Яновский О. А. Трудовой вклад вузовской молодежи Белоруссии в выполнение народнохозяйственных задач девятой пятилетки (1971—1975 гг.) : Автореф. дис. … канд. ист. наук. — Минск, 1981. — 26 с.
- Яновский О. А. 1861 г. и возобновление цивилизационных перспектив Беларуси (или к вопросу о европейском векторе развития) // Палітычныя, сацыяльна-эканамічныя і этнакультурныя працэсы на тэрыторыі Белаурсі ў XIX — пачатку XX ст.: Да 150-годзя скасавання прыгоннага права ў Расійскай імперыі : матэр. Рэсп. навук.-тэарэт. канф. — Мінск : БДПУ, 2011.
- Яновский О. А. Экзамены на выживание у суровой «учительницы жизни» (к 120-летию со дня рождения Александра Антоновича Савича) // Российские и славянские исследования: науч. сб. — Минск: БГУ, 2010. — Вып. 5.
- Яновский О. А. и др. История России. XX век : учебное пособие для студентов исторических специальностей учреждений, обеспечивающих получение высшего образования / Под ред. В. И. Меньковского и О. А. Яновского. — Минск: РИВШ, 2005. — 703 с. — 3000 экз. — ISBN 985-6741-36-X.
- Яновский О. А., Бобышев В. И. Дипломатия и дипломаты России (от Ивана III до Петра Великого). — Минск: Издательский центр БГУ, 2000.
- Яновский О. А., Бригадина О. В., Голенченко Г. Я. и др. Всеобщая история России с древнейших времен до конца XVIII века / Под ред. О. А. Яновского. — М.: Эксмо, 2008. — 590 с. — 6000 экз. — ISBN 978-5-699-24867-4.
- Яновский О. А., Бригадина О. В., Шупляк П. А. и др. Всемирная история : В 3-х ч. : Учеб. пособие. — Минск: Юнипресс, 2002. — 607+414+463 с. — 5100 экз. — ISBN 985-474-077-3.
- Яновский О. А., Казаков Ю. Л., Кохановский А. Г. и др. История Беларуси: Учебное пособие. — Минск: МП «Беларыт», 1997.
- Яновский О. А., Меньковский В. И., Оржеховский И. В. и др. История России : новое и новейшее время / Под общ. науч. ред. О. А. Яновского. — М.: Эксмо : Наше слово, 2010. — 782 с. — (Подарочные издания. Российская императорская библиотека). — 5000 экз. — ISBN 978-5-699-41407-9.
- Яновский О. А., Яновская В. В. Три источника о трех историках… // Российские и славянские исследования: Научн. сб. — Минск: БГУ, 2009. — Вып. 4.
- Яноўскі А. А. Аб распачынаннi гістарычнай адукацыi на Беларусi // Гістарычная навука ў Белдзяржуніверсітэце на рубяжы тысячагоддзяў : Матэр. / Рэсп навук.-практ. канф., прысв. 65-годдзю заснавання гістарычнага факультэта Белдзяржуніверсітэта. — Минск: БДУ, 2000.
- Яноўскі А. А. Аляксандр Рыгоравіч Чарвякоў і БДУ: да пытання аб ролі асобы ў станаўленні адукацыйнай сферы Беларусі // Новейшая история (1991—2006 гг.): государство, общество, личность: Матер. междунар. науч.-практ. конф. — Минск: НАН РБ: Белорус. наука, 2006.
- Яноўскі А. А. Беларускі перыяд жыцця і дзейнасці У. І. Пічэты (аб увядзенні ў навуковы ужытак звестак з яго «крымінальнай справы») // Працы гістарычнага факультэта БДУ: навук. зб. — 2006. — Вып. 1.
- Яноўскі А. А. Беларускi універсітэт: ад iдэi да ўвасаблення // Выбраныя навуковыя працы Беларускага дзяржаўнага універсітэта: у 7 т. — 2001. — Т. 2: Гісторыя. Філалогія. Журналістыка.
- Яноўскі А. А. Гартаючы архіўныя старонкі (М. М. Нікольскі і Ў. М. Перцаў на пачатку дзейнасці БДУ) // Вытокі гістарычнай навукі БДУ : Зб. навук. артыкулаў, прысвечаных 125-годдзю з дня нараджэня акадэмікаў М. М. Нікольскага і Ў. М. Перцава і 70-годдзю гістарычнага факультэта БДУ. — Минск: БДУ, 2005.
- Яноўскі А. А. Гістарычны факультэт БДУ: позірк на мінулае i сучаснае // Беларускi гістарычны часопіс. — 2000. — № 1.
- Яноўскі А. А. З гісторыi універсітэцкага гарадка // Вышэйшая школа. — 2001. — № 5.
- Яноўскі А. А. Захаванне сацыяльнай памяці інтэлігенцыяй БДУ ў першыя гады яго дзейнасці (Да пастаноўкі пытання) // Крыніцазнаўства, археаграфія, архівазнаўства ў XX—XXI ст. у Беларусі: Зб. навук. артык., прысвечаных 100-годдзю з дня нараджэння М. М. Улашчыка. — Мінск: БДУ, 2008.
- Яноўскі А. А. Зона Аўгустоўскага канала і Беларускі універсітетэт як прыклады інтэлектуальных інфраструктур і камунікацый у Беларусі XIX—XX стагодзяў // Kanal Augustowski i wspolczesna ekoturystyka : (Августовский канал и современный экотуризм). — Pultusk etc.: Wydawca Akademia humanistyczna im. Aleksandra Gieyztora w Pultusku, 2008.
- Яноўскі А. А. І прафесар, і кіраўнік: некаторыя радкі з біяграфіі Мікалая Міхайлалавіча Нікольскага // Працы гістарычнага факультэта БДУ. — 2008. — Вып. 3.
- Яновский О. А. Інтэлігенцыя Беларусі ў фарміраванні адукацыйна-навуковай прасторы 1920-х гг. (некаторыя аспекты пытання) // Беларусь: этапы станаўлення дзяржаўнасцi (да 90-годдзя ўтварэння БССР) : Матэр. міжнар. навук.-практ. канф. — Мінск: Выд. цэнтр БДУ, 2009.
- Яноўскі А. А. На шляху да Беларускага універсітэта: грамадскія імкненні і палітычныя перашкоды // Polska — Europa — Swiat XX wieku / Pod red. W.Wierzbienca. — Rzeszow, 2005.
- Яноўскi А. А. Польскія накірункі дзейнасці Беларускага дзяржаўнага універсітэта ў 1920—1930 гг. // Czlowiek-Srodowisko-Kultura w polsko-bialoruskim dialogu / Red. naukowa A. Zelenkov, W.Lenart. — Pultusk; Minsk, 2004. — С. 179—188.
- Яноўскі А. А. Расійскія рэвалюцыі 1917 года ў лёсе Беларусі // Матэрыялы «круглага стала», які адбыўся 19 верасня 2007 г. у Інстытуце гісторыі НАН Беларусі // Беларускі гістарычны часопіс. — 2008. — № 1.
- Яноўскі А. А. У пошуках аптымальных методык выкладання (з гісторыі арганізацыі вучэбнага працэсу ў БДУ ў 1920-1930-я годы). // Гісторыя: праблемы выкладання. — 2006. — № 10.
- Яноўскі А. А. Фарміраванне кірункаў гістарычных даследаванняў у БДУ на пачатку яго дзейнасці (1920-1930-я гады) // Проблемы методологии исследований истории Беларуси: Матер. Междунар. науч. конф. — Минск: Беларус. наука, 2008.
- Яноўскі А. А. Царкоўна-рэлігійныя аспекты дзейнасці ў БДУ (1920-30-я гг.) // Канфесіі на Беларусі: гісторыя і сучаснасць: Зб. матэр. міжнарод. навук.-практ. канф. — Брэст: Выд-ва БрДУ, 2005.
- Яноўскі А. А. Цікавыя знаходкi французскага даследчыка Фернанда Бокура // Беларускi гістарычны часопіс. — 1999. — № 2.
- Яноўскі А. А., Зельскі А. Г. Ананій Iванавіч Дзякаў // Веснік БДУ. Сер. 3. — 2000. — № 2.
- Яноўскі А. А., Зельскі А. Г. Нікiфар Міхайлавіч Бладыка // Веснік БДУ. Сер. 3. — 1999. — № 2.
- Яноўскі А. А., Зельскі А. Г. Трымацца гістарычнай праўды (да 125-годдзя з дня нараджэння рэктара БДУ У. І. Пічэты) // Российские и славянские исследования. — 2004. — Вып. 1.
- Яноўскі А. А., Зельскі А. Г. Язэп Пятровіч Каранеўскi // Веснік БДУ. Сер. 3. — 1999. — № 1.
- Яноўскі А. А., Кошалеў У. С., Фядосік В. А. Гісторыя: ад старажытных часоў да канца XVIII ст. Інтэграваны курс: эксперыментальны вучэбны дапаможнік для 11 класа / Пад рэд. У. С. Кошалева. — Минск, 2004.
- Яноўскі А. А., Менькоўскі В. І., Блашкоў Ю. А., Брыгадзіна В. В., Літвіноўскі І. А., Сяргеенкава В. В., Аржахоўскі І. В., Пазняк С. В. Гісторыя Расіі і Украіны // Вучэбная праграма для студэнтаў гіст.фак. спец. 1-21 03 01 «Гісторыя». — Ч. 1. — Минск: Выд. цэнтр БДУ, 2005.
- Яноўскі А. А., Ходзін С. М. Роля i месца крыніцазнаўства ва ўмовах шматузроўневай сістэмы навучання // Вісник Дніпропетровського університету : Iсторія та археологія. — 2000. — № 8.
- Яноўскі А. А., Ходзін С. М. Роля крыніцазнаўства ў падрыхтоўцы спецыялістаў гсторыкаў // Беларускi гістарычны часопіс. — 2000. — № 1.
- Яноўскі А. А., Ходзін С. М., Шумейка М. Ф. Памяць і слава: Беларускі дзяржаўны універсітэт. 1921—1941. — Минск: Выд. цэнтр БДУ, 2006. — 383 с.
- Яноўскі А. А., Шупляк П. А. Гістарычны факультэт БДУ ў працэсах нацыянальнага адраджэння (першы вопыт успамінаў і асэнсавання пераломнага моманту) // Российские и славянские исследования: Научн. сб. — Минск: БГУ, 2009. — Вып. 4.
- Яноўскі А., Яноўская В. На перасячэнні вузлавых пытанняў беларускай гісторыі (да 60-годдзя з дня нараджэння Дзмітрыя Уладзіміравіча Карава) // Беларускі гістарычны часопіс. — 2009. — № 12.

## Награды
- Почётные грамоты БГУ (1981, 1985, 1989, 2006), Министерства образования и науки Беларуси (1994), Совета Министров Республики Беларусь (2001), ВАК Беларуси (2001), Национального собрания Республики Беларусь (2016)
- нагрудный знак «Отличник образования» Республики Беларусь (2003).